# Мусієнко Микола Васильович
Микола Костянтинович Мусієнко (16 грудня 1959, Дніпропетровськ) — радянський, український легкоатлет, спеціалізувався в потрійному стрибку. Ексрекордсмен Європи. Він виграв чотири медалі на чемпіонатах Європи в приміщенні, ставав чемпіоном у 1983 і 1989 рр.

## Біографія
Вихованець Дніпропетровської школи легкої атлетики.
Чемпіон СРСР (у приміщенні) 1982 та 1986 років (обидва рази з рекордними показниками). На чемпіонатах СРСР з легкої атлетики на відкритому повітрі його найкращим фінішем було третє місце, якого він досягнув на змаганнях 1981 та 1987 років.
Він брав участь у чемпіонаті світу ІААФ у приміщенні 1989 року, але не зміг показати задовільну оцінку у фіналі. Також був фіналістом чемпіонату Європи з легкої атлетики 1986 року. На Іграх доброї волі (Москва) 1986 року став бронзовим призером.
7 червня 1986 року на легкоатлетичному турнірі «Меморіал братів Знаменських», що проходив у Ленінграді, встановив рекорд Європи (17,78 м). Європейський рекорд був побитий пізніше того ж року болгарином Христо Марковим і залишався радянським національним рекордом до 1990 року, коли його побив Володимир Іноземцев.